# Абдельмунім ар-Ріфаї
Абдельмунім ар-Ріфаї (араб. عبد المنعم الرفاعي; 23 лютого 1917 — 17 жовтня 1985) — йорданський поет, дипломат і політик, двічі очолював уряд Йорданії.

## Кар'єра
1956 року став першим послом Йорданії при штаб-квартирі ООН у Нью-Йорку. Також ар-Ріфаї двічі очолював міністерство закордонних справ.
Був одним з найвидатніших йорданських поетів. Він є автором тексту національного гімну Йорданії.